# Linopeltis ryukyuensis
Linopeltis ryukyuensis är en svampart som beskrevs av I. Hino & Katum. 1961. Linopeltis ryukyuensis ingår i släktet Linopeltis och familjen Schizothyriaceae.   Inga underarter finns listade i Catalogue of Life.